# Trepassey
Trepassey es un pueblo canadiense situado en la provincia de Terranova y Labrador.

## Superficie
Trepassey tiene una superficie de 54,21 km².

## Demografía
En 2021, tenía 405 habitantes, una densidad poblacional de 7,5 hab./km², y 299 viviendas.